# Ystads Frivillige Bergnings-Corps

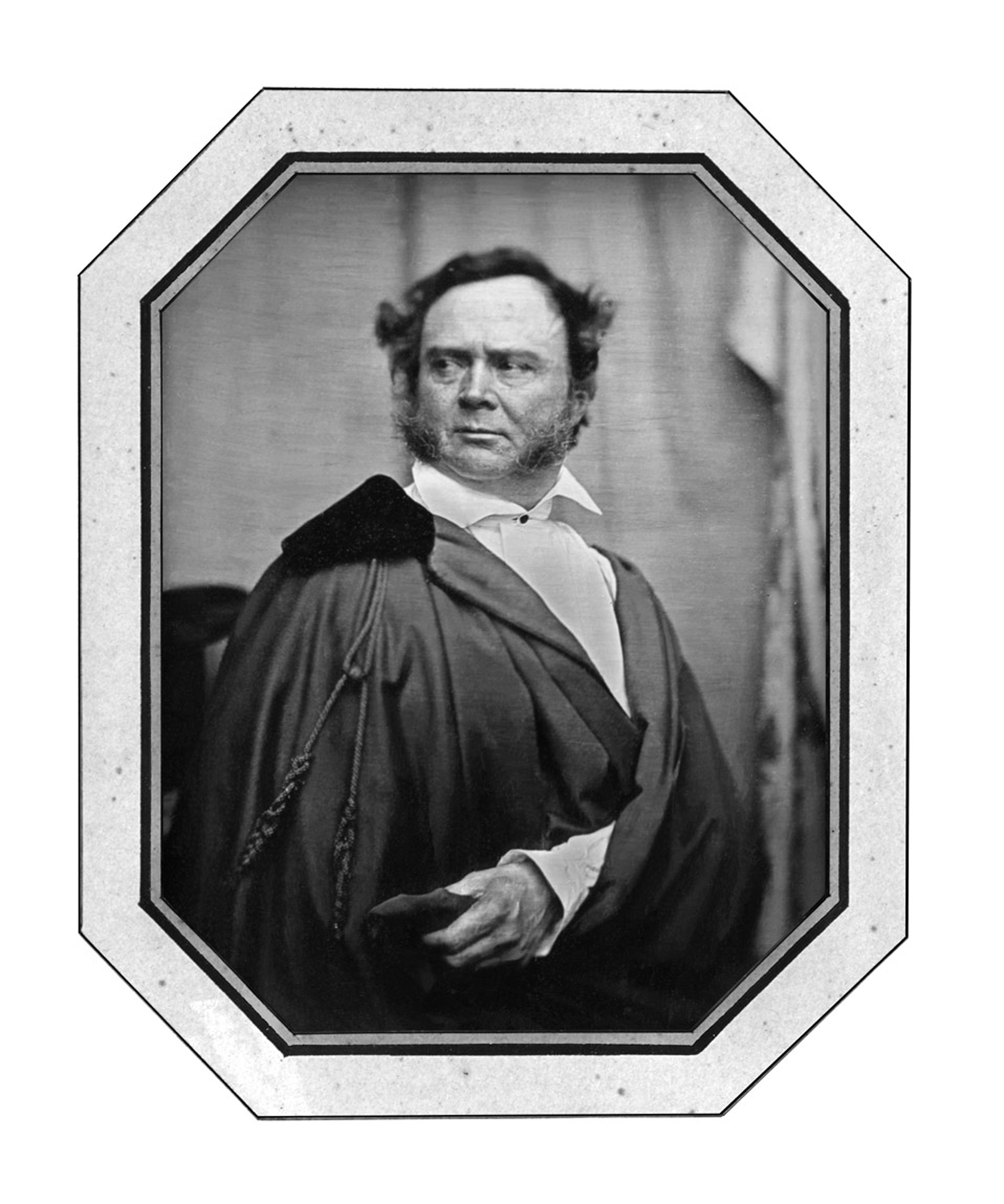
Johan Wilhelm Fåhræus, grundare av Ystads Frivillige Bergnings-Corps.

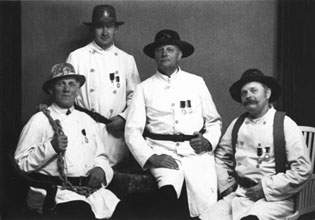
Medlemmar av Ystads Frivillige Bergnings-Corps med nya uniformer. Bilden är tagen 1939 i samband med att föreningen firade 100 år. På bilden syns från vänster: Axel Wallentinsson, Johan Svärd, John Dahlqvist, Manne Nordström.

Ystads Frivillige Bergnings-Corps (FBC) var en frivillig brandkår grundad 1839 i Ystad av Johan Wilhelm Fåhræus. Sedan 1979 drivs FBC som en historie- och traditionsbevarande förening.

## Historia
Den 1 april 1839 började det brinna i färgarefabrikanten Carl Gustaf Hembergs stallbyggnader vid Teppgränden i Ystad. Året innan hade 70 fattiga fiskarfamiljer blivit hemlösa efter en våldsam brand natten den 23 oktober 1838 i de så kallade Revhusen i den östra delen av hamnen i Ystad. Detta tillsammans med den storbrand i Växjö 1838, då två tredjedelar av staden ödelades och 700 människor blev hemlösa, skapade oro i Ystad och krav ställdes på ett bättre brandförsvar.  
Johan Wilhelm Fåhræus hade under lång tid försökt övertyga magistraten om att bilda en frivillig brandkår, den Frivilliga Bergnings-Corpsen, som skulle bistå fattiga husägare, som oftast förlorade allt de ägde vid brand. Det som inte brann upp stals ofta. Men det var först i och med branden den 1 april 1839 i Hembergs stallbyggnader som kommerserådet Carl-Martin Lundgren, stadens ledande man och även brandchef, mer eller mindre tvingades att agera och ge Johan Wilhelm Fåhræus klartecken att utveckla sin idé. Detta gavs redan den 14 april 1839, bara 13 dagar efter branden. Fåhræus samlade en sjumannakommitté bestående av handlanden Lars Andreas Cronholm, handlanden Fritz Hemberg, boktryckaren J. Österberg, smedmästaren Christian Otterström, bryggaren P. Swensson och tullförvaltaren Axel Wilhelm Bolinder. Mötena hölls i balsalen på hälsobrunnen Surbrunn, apotekarnas gamla lantställe, som då drevs av traktören Johan Andreas "Pangen" Amilon.
Snabba beslut fattades. Fåhræus redogjorde för sina tankar och man upprättade reglemente och andra avtal. Det tog några dagars intensivt arbete innan man till sist kunde lämna in alla papper angående Frivillige Bergnings-Corpsen till magistraten söndagen den 21 april. I protokollet från den 21 april hade man för säkerhets skull skrivit in hur man skulle göra om en brand utbröt innan alla dokument var godkända. I fjärde paragrafen står det:
| ” | Beslutades enhälligt att om Eldsvåda skulle inträffa innan det i förenämnde paragraf omnämde Reglemente blifwit sanctioneradt och till efterlevnad fastställdt Bergnings-Corpsen skulle samlas å Stadens Torg för att där widtaga de Bergningsanstalter, som af behofwet kunde påkallas. | „ |

Söndagen den 27 godkändes dokumenten och den 29 april 1839 bildades Ystads Frivillige Bergnings-Corps med Fåhræus organisationsplan som grund:
| ” | Sedan Wälloflige Magistraten numera fastställt det allmänna Reglementet, bör, innan wal till Befäl försiggår, den bestämda inträdesafgiften erläggas till någon af Commitéens ledamöter. Sedan inträdesafgiften blifwit erlaggd skrides till wal af Chef och Second Chef som werkställes på så sätt, att en tryckt namnlista på hela Corpsens personal, öfwerlämnas hwarje medlem, som afskrifwer och sammanrullar twenne namn, hwilka läggas i twänne Hattar, af hwilka den ene utwisar Chef och den andre Sekond Chef. | „ |

I protokollet från den 29 april finns 128 namn inskrivna, men uppräkningen inleds med:
| ” | Hela Corpsen som denna dag utgör ett antal af 111 personer indelas enligt allmänna Reglementet i trenne Compagnier, och hafwa Committerade efter bästa öfwertygelse på följande sätt fördelat hela styrkan Räddnings Compagniet, hwilket har det farligaste kallet att uppfylla, utgör 2/10-delar af Corpsens styrka. Transport Compagniet, hwilket har det mödosammaste, 3/10-delar af hela styrkan. Bewaknings Compagniet, som har fått det answarsfullaste på sin lott, består af 5/10 eller hälften af hela styrkan. Företogs wal till Chef och Second-Chef för Corpsen hwarwid rösterna så utföll att Controlleuren Herr Lieuytenant J.W.Fåhræus blef antagen till Bergnings Corpsens Chef och Tullförvaltaren A.W.Bolinder till dess Second-Chef. | „ |

Stiftelsedagen bestämdes till den 19 september 1839. Denna dag skulle bli en av två fastställda huvudmötesdagar. Det andra mötet skulle ske sex månader efter stiftelsedagen. Däremellan utlystes andra möten. Reglementet talade om att Corpsen skulle samlas för utvärdering senast söndagen efter en eldsvåda:
| ” | Genom en dylik granskning af hwad som wid tillfället blifwit uträttat eller bordt göras, winnes erfarenhet för Befäl och manskap, och de begångna misstagen kunna således wid ett annat kommande olyckstillfälle undwikas. | „ |

Den av Fåhræus formulerade devisen Att rädda liv och lem, samt det bergade vårda skulle bli en ledstjärna för Frivillige Bergnings-Corpsens. Organisationen byggde på frivillig verksamhet vilket innebar att ingen fick ersättning för sina insatser. Istället betalade man  medlemsavgift och dessutom bekostade man sin egen utrustning.
Konstruktionen av Corpsen var mycket noggrann, vilket omfattade allt från klädsel till den hierarkiska ordningen. Uniformer och utrustning införskaffades. Några av de mer välbeställda köpmännen bidrog med gåvor. Att uppslutningen till Ystads Frivillige Bergnings-Corps blev så stor har flera möjliga förklaringar. I den första medlemslistan kan man utläsa ett tvärsnitt av praktiskt taget alla yrken. Det var handelssociteten och hantverkarskrået, vars bas var yrkesgemenskapen.

## Organisation

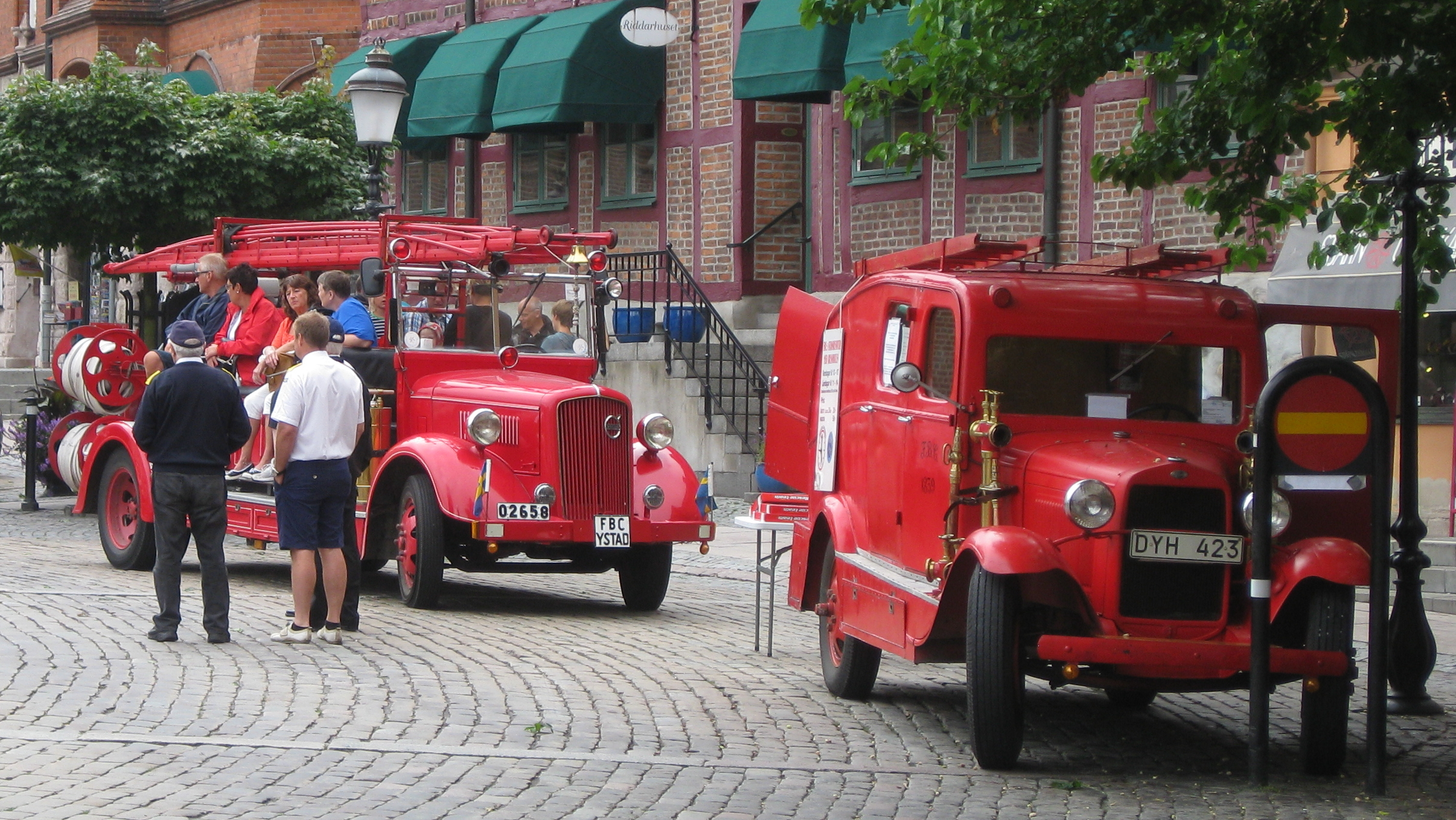
Veteranbrandbilar på Ystads stortorg.

Corpsens organisation, "som för att wara gällande icke behöfwer någon annan sanction än av Corpsens egna medlemmar är:"
- Corpschef och Second-chef
- Administrativa Seconder (Sekreterare och kassör).
- Adjutanter och Standarförare.
- I:a avdelningen, tidigare Eldsläcknings-Compagniet (Grön).
- II:a avdelningen, tidigare Bevaknings-Compagniet (Gul).
- III:e avdelningen, tidigare Transport-Compagniet (Röd).
- IV:e avdelningen, tidigare Räddnings-Compagniet (Vit).
- V:e avdelningen, Musikkår (Blå).

Inom varje avdelning (Compagni) finnes avdelningschef (Compagnianförare) samt minst två ställföreträdare (Ordningsmän).
"Till följe av denna indelning har hvarje medlem åtagit sig lika maktpåläggande medborgerliga skyldigheter, fastän olika utöfwandet. Samhällets blickar kommer att följa oss. Samhällets tacksamhet blifwe vår belöning."
Corpsen må ha särskild Beredskapsavdelning med medlemmar ur samtliga avdelningar (Compagnier).

## Uniform
Corpsen skulle vid mönstring och uppdrag bära uniform av fastställd modell, vilket innebar blå rock och hjälm eller overall (vid lämpliga tillfällen). Avdelningarna (Compagnierna) skiljdes genom färgen på axelklaffarna och brodyrmärke med samma bakgrundsfärg på vänster ärm:
- I:a avdelningen är grön, II:a avdelningen är gul, III:e avdelningen är röd, IV:e avdelningen är vit, V:e avdelningen (Musikkåren) är blå, men har eget uniformsreglemente. Samtliga befäl har på hjälmen sköld med initialerna F B och avdelningens färg runt skölden.
- Corpschefen, Second-chefen har tre, respektive två stjärnor, samt ett bredare guldband runt krage och axelklaffar.
- Administrative Seconder och avdelningscheferna (Compagni-anförarna) och Adjutanterna (Assistenterna), samt standarförare har en stjärna och ett smalare guldband runt krage och axelklaffar.
- I:e och II:e ställföreträdare (Ordningsman) har en stjärnknapp (Pixknapp).
- Adjutanter (Assistenter) bär i förekommande fall halsbricka, axelträns och visselpipa. Chefer bär kommandostav.

Vid parader bäres blå uniformsrock, mörkblå eller svarta byxor, svarta lågskor, bälte samt stora medaljer och befäl bär vita handskar. Fanvakten bär vit långrock, specialhatt, mörkblå eller svarta byxor, svarta lågskor, brandbälte, brandyxa, flätad livlina samt stora medaljer.

## Musikkåren
Den 28 november 1948 bildades Frivilliga Brandkårens Musikkår, avdelning fem, i Ystad. Kåren bestod av tolv män under ledning av musikfanjunkare och dirigenten Thure Nilsson. 1980 blev FBC musikkår antagen som hemvärnsmusikkår. Detta innebar att man fick tillgång till ett stort notbibliotek, uniformering och repetitionslokaler. Vidare fick man utbildning för dirigenter och stavförare samt ett stort antal kurser för enskilda musikanter. Den musikaliska kvalitén höjdes markant. Sedan 2002 är kåren klädd i förde detta kustartilleriets mörkblå uniform med vitt mösskapell. Musikkåren har även en sextett med sex blåsare (esskornett, b-kornett, althorn, ventilbasun 1, ventilbasun 2 & bastuba) och en slagverkare. Kåren tilldelades 2010 Ystads kommuns kulturpris.

## Idag
Sedan 1979 drivs FBC som en historie- och traditionsbevarande förening. FBC arrangerar bland annat guidade turer med en gammal brandbil genom Ystads innerstad.